# Adkinsella
Adkinsella, monotipski rod fosilnih koralja iz vremena krede pronađenih na području današnjeg teksaškog okruga Bell na Crow Ranchu. Vrsta A. edwardsensis potječe iz albijskog stadija donje krede.

## Vanjske poveznice
- Corallosphere, Adkinsella